# Stereodon schreberi
Stereodon schreberi là một loài Rêu trong họ Hypnaceae. Loài này được (Willd. ex Brid.) Mitt. mô tả khoa học đầu tiên năm 1859.